# Fédération ouvrière suisse
La Fédération ouvrière suisse est le nom donné aux trois organisations du Mouvement ouvrier suisse du XIXe siècle. La première Fédération est fondée le 19 mars 1865 à Zurich par les associations ouvrières de cinq cantons, mais elle ne durera qu'une seule année.
Le 1er juin 1873, se réunirent la Société du Grütli, des associations ouvrières et des syndicats dans l'ancienne Fédération Ouvrière à laquelle s'ajoutera aussi les caisses maladies. Elle fut alors active principalement dans la politique sociale. Cette organisation eut trois sièges à Genève, Winterthour et Berne et elle organisa six congrès. Une de ses préoccupations majeures fut le déficit de la Tagwacht, un journal ouvrier du XIXe siècle. Cependant elle ne connut qu'un faible succès qui ne dura pas longtemps. À la suite des oppositions internes entre les organisations syndicales et politiques, entre Suisses et étrangers, elle donna son dernier congrès à Olten du 6 au 8 novembre 1880 et se sépara pour donner ensuite l'Union syndicale suisse, l'USS et engendra alors la création d'un parti socialiste, le Ps pour continuer son action au niveau politique.
La nouvelle Fédération ouvrière de suisse fut créée le 10 avril 1887 à Aarau. Elle regroupait des syndicats, des sections de la société du Grütli, certaines associations ouvrières catholique et protestantes et aussi des caisses maladies. Grâce à elle, apparut un secrétariat ouvrier subventionné par la Confédération et qui était chargé d'élaborer les bases de la législation sociale. Dirigée par Herman Grulich, elle servait surtout d'office de médiation. Cette Fédération représentait uniquement les membres des associations qui participaient à son congrès qui avait lieu tous les trois ans, et plus de la moitié étaient des assurés de caisses maladies.
Cependant les désaccords idéologiques et le renforcement de l'Union syndicale suisse et du Parti socialiste lui firent perdre de l'importance et son influence à partir de 1900. À la suite de cela, pendant la Première Guerre mondiale, les caisses maladies partirent et l'USS procéda à sa dissolution en 1920.